# Тесленко, Лука Иванович
Лука Иванович Тесленко (укр. Лука́ Іва́нович Тесле́нко; 20 февраля 1916, Милорадово, Полтавская губерния Российской империи (ныне Котелевский район,
Полтавская область, Украина) — ?) — украинский советский общественный деятель.

## Биография
Из крестьян. Член ВЛКСМ с 1930 года.
В 1932 году окончил курсы трактористов. В 1932—1933 годах — тракторист в селе Рублевка Чутовского района Харьковской области. Работал бригадиром тракторной бригады.
Был в числе первых орденоносцев на Полтавщине УССР. В 1935 году за доблестный труд награждён Орденом «Знак Почёта».
С мая по август 1937 года учился на курсах орденоносцев при сельскохозяйственной академии в Москве. В августе 1937 — апреле 1938 года — слушатель подготовительного курса при Харьковском институте механизации сельского хозяйства.
С апреля 1938 года — студент Всеукраинского сельскохозяйственного коммунистического университета имени Артёма в Харькове.
В июне 1938 года избран депутатом Верховного Совета Украинской ССР 1-го созыва по Чутовскому избирательному округу № 187 Полтавской области.
Член ВКП(б) с 1939 года.
Окончил Харьковское военно-политическое училище.
Участник Великой Отечественной войны. С первых дней войны ушёл добровольцем на фронт, служил заместителем командира роты по политчасти 35-го минометного полка 35-й танковой дивизии Юго-Западного фронта. 14 августа 1941 г. во время боёв на Новоград-Волынском направлении попал в окружение, считался пропавшим без вести. Позже, служил политруком в партизанском отряде.
После окончания войны работал директором совхоза «Березино» Тарутинского района Измаильской области.
Был председателем исполнительного комитета Денишивского сельсовета Житомирского района Житомирской области.
По состоянию на 1953 г. жил в Корнинском районе Житомирской области.